# جوزف فانتا
 جوزف فانتا (انگلیسی: Josef Fanta؛ ۱۸۵۶ – ۱۹۵۴) یک معمار اهل جمهوری چک بود.